# Kevin Padian
Kevin Padian (nascut el 12 de març del 1951 a Morristown) és un paleontòleg i catedràtic estatunidenc. Es graduà en Ciències Naturals per la Universitat Colgate, obtingué un màster en Magisteri a la mateixa institució i es doctorà en Paleontologia per la Universitat Yale. La seva especialitat és l'evolució dels vertebrats i, en particular, els orígens del vol i l'evolució dels ocells a partir de dinosaures teròpodes. Comparegué com a perit en el judici Kitzmiller v. Dover Area School District.